# Ader Avion III
O Ader Avion III (também conhecido como Aquilon ou Éole III) foi o resultado da tentativa de Clément Ader de criar um avião entre 1894 e 1897, financiado pelo Escritório de Guerra Frances.
O Avion III, teve como base no seu projeto o modelo anterior, o Avion II, que por sua vez era uma evolução do monomotor Éole.

## Construção
O Avion III tinha a forma de um morcego gigante, construído de madeira e tecido, com envergadura de asas de cerca de 15 metros. Essa construção derivou portanto de conceitos oriundos das ciência de biologia e biônica.
Esse modelo era impulsionado por dois motores a vapor de álcool de 30 hp e duas hélices de quatro lâminas. O controle da máquina voadora era feito por um leme e asas móveis que podiam mudar sua curvatura. A visibilidade do piloto no entanto, era muito limitada. O peso total da aeronave, sem o piloto, era de 250 kg.

## Voo de teste
Em 14 de Outubro de 1897, os motores e as asas foram acionados em conjunto em frente a uma comissão oficial com a intenção de provar que a máquina efetivamente podia voar. No entanto, devido à falta de conhecimento do processo de voo de piloto e o comportamento instável da aeronave, não permitiu que o Avion III percorresse uma distância mensurável.
|  |

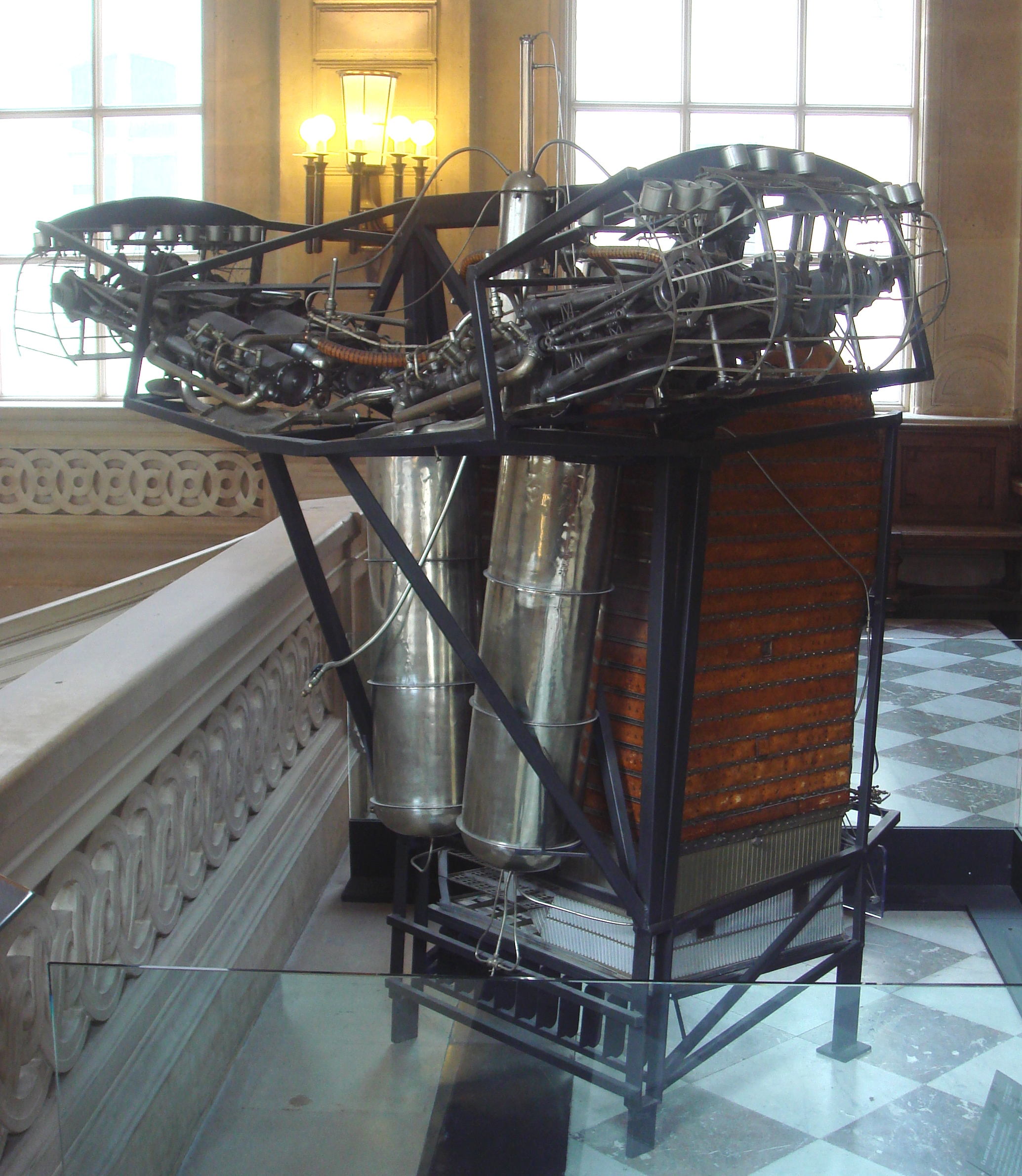
Motor a vapor do Avion III.

Foram obtidos apenas alguns saltos no ar segundo os relatos da comissão. No entanto, o Avion III foi um projeto impressionante e representou um marco no desenvolvimento de aeronaves motorizadas.
O Avion III está em exibição permanente no Musée des Arts et Métiers, um museu dedicado a invenções e instrumentos científicos em Paris.

## Especificação
- Características gerais:
  - Tripulação: um
  - Comprimento: ? m
  - Envergadura: 16 m
  - Altura: ? m
  - Área da asa: 56 m²
  - Peso na decolagem: 400 kg

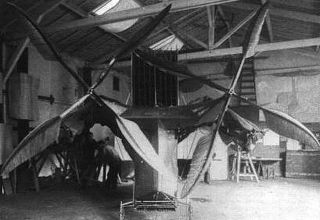
Vista frontal do Avion III.

  - Motor: 2 x Ader a vapor de álcool, 30 (ou 20) hp cada
  - Hélice: 2 x Ader de 4 lâminas
- Performance:
  - Carga alar: 7 kg/m²
  - Peso/potência: 80 W/kg